# Ferrugem (ator)
Ferrugem, pseudônimo de Luiz Alves Pereira Neto (Barretos, 16 de setembro de 1966), é um ator e músico brasileiro.

## Carreira
Por ter  sardas no rosto e cabelos ruivos, Luiz  recebeu o apelido  de "Ferrugem" em 1974 do ator e diretor Lúcio Mauro, quando começou a atuar na televisão, aos oito anos, no programa Gente Inocente, da extinta TV Tupi. Ainda na TV Tupi, Ferrugem trabalhou com Os Trapalhões e participou do programa Agência Ligue e Pague com Stênio Garcia. 
Com a falência da TV Tupi, Ferrugem foi para para o SBT que na época era TVS. No canal de Silvio Santos, Ferrugem fez sucesso nos programas Mini-Júri e Boa Noite, Cinderela, e o famoso programa humorístico Reapertura com grandes humoristas. Devido ao enorme sucesso Ferrugem foi contratado pela Rede Globo para fazer o remake de Balança Mas Não Cai em 1982, e seu bordão "Saber ele sabe; ele não quer é dizer" ficou famoso. Ainda na Rede Globo, Ferrugem voltou a trabalhar com Os Trapalhões e participou ativamente de outros programas e especiais como: A Turma do Balão Mágico, Sítio do Picapau Amarelo e A Turma do Pererê de Ziraldo. Ferrugem ainda estrelou programas na TV Manchete com Angélica no Clube da Criança e com Costinha no humorístico Domingo é dia de Graça. 
Tornou-se  uma celebridade nacional em 1977, quando se tornou garoto-propaganda dos calçados infantis Ortopé,  cantando o jingle  "Ortopé, Ortopé, tão bonitinho!" em filmes publicitários da marca.
Ferrugem fez muitas peças infantis e trabalhou com o dramaturgo Antunes Filho em famosa peça de Nelson Rodrigues "O Eterno Retorno"
No cinema, atuou em películas como O Milagre (1979), com Roberto Leal, Costinha e o King Mong (1977) e em algumas produções dos Trapalhões, nos anos 80. 
Na década de 90 Ferrugem morou nos Estados Unidos para estudar teatro e música. Devido à herança musical de sua família, ferrugem estudou bateria e percussão no Brasil e nos EUA, e leciona ainda hoje. 
Em 2002, aos 35 anos, mas ainda com cara de adolescente, o ator tornou-se assistente do apresentador João Gordo no programa Piores Clipes do Mundo, da MTV. 
Em 2011, o artista, que estava novamente sumido, retornou às telas do cinema com o filme dirigido por Selton Mello, O Palhaço. No mesmo ano, participou ao lado de Hebe Camargo de um comercial para TV do Governo do Estado de São Paulo, fazendo campanha contra a venda e consumo de bebidas alcoólicas para menores de dezoito anos. Ainda em 2011, Ferrugem atuou em filme publicitário de uma marca de fungicida para controle da ferrugem asiática da soja, fabricado pela Bayer Cropscience.
Em 2017 Ferrugem participou do telefilme A Felicidade de Margô, dirigido por Maurício Eça e Paulo Garfunkel sobre um conto de Dráuzio Varella.
Ele continua a trabalhar com a Bayer Cropscience e ministra aulas de teatro e música para crianças carentes.

## Vida pessoal
Parou de crescer, em razão de baixa produção de hormônio do crescimento, antes dos 12 anos de idade, quando tinha 1,40 m de altura. Durante cinco anos submeteu-se a tratamento (gratuito) nos EUA e assim cresceu até atingir cerca de 1,65 m.
Posteriormente voltou à sua cidade natal, Barretos, passando a trabalhar como funcionário público, organizando projetos culturais para crianças carentes da região e dando aulas de teatro para jovens. Desde 2014, integra a banda de rock "Os Inoxidáveis", como baterista.

## Filmografia

### Televisão
| Ano     | Título                   | Personagem             |                                     |
| ------- | ------------------------ | ---------------------- | ----------------------------------- |
| 1974/75 | Essa Gente Inocente      | Ele mesmo              |                                     |
| 1974/76 | Os Trapalhões            |                        |                                     |
| 1975    | Deu a Louca no Show      |                        |                                     |
| 1976    | Boa noite, Cinderela     | Jurado Mirim           |                                     |
| 1981    | Alegria 81               | Vários Personagens     |                                     |
| 1981    | Reapertura               | Vários Personagens     |                                     |
| 1982    | Sítio do Picapau Amarelo | Anão Rumpleosticstikin | Episódio " Estranho Conto de Fadas" |
| 1983/83 | Balança Mas Não Cai      |                        |                                     |
| 1983    | A Turma do Pererê        | Coelho Geraldinho      | Especial TV Globo                   |
| 1985/88 | Domingo é de Graça       | Vários Personagens     |                                     |
| 1985/89 | Aperte o Cinto           | Vários Personagens     |                                     |
| 2001    | Piores Clipes do Mundo   | Apresentador           |                                     |
| 2022    | O Rei da TV              | Maurício Sherman       |                                     |

### Cinema
| Ano  | Título                   | Personagem              |
| ---- | ------------------------ | ----------------------- |
| 1977 | Costinha e o King Mong   | Menino selvagem         |
| 1979 | Milagre: O Poder da Fé   | —                       |
| 1994 | Barra Pesada             | —                       |
| 2011 | O Palhaço                | Atendente da Prefeitura |
| 2020 | Uma Carta para Ferdinand | Tonico                  |